# Trichoniscus voltai
Trichoniscus voltai là một loài chân đều trong họ Trichoniscidae. Loài này được Arcangeli miêu tả khoa học năm 1948.